# Севастопольський трамвай

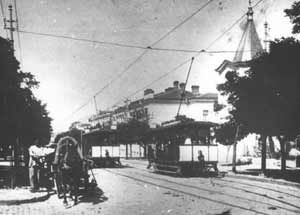
Трамваї на роз'їзді

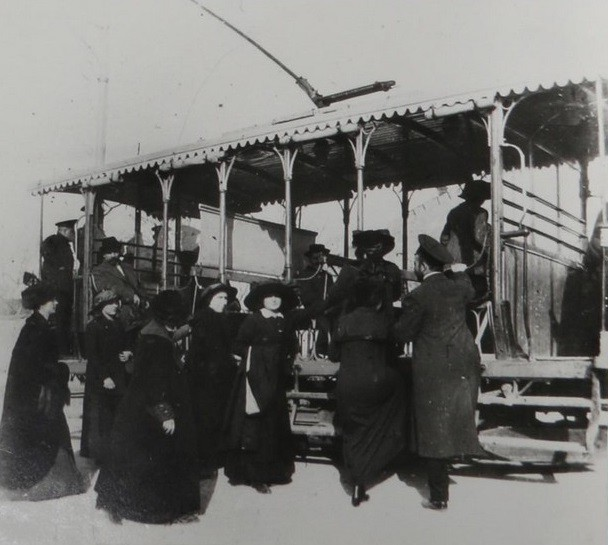
Посадка пасажирів у севастопольський трамвай

Балаклавська лінія

Севастопольський трамвай — трамвайна система, що діяла в місті Севастополі з 1898 по 1941 рік. Була повністю зруйнована в роки Другої світової війни і після неї не відновлювалася.

## Історія
Севастопольський трамвай був збудований та експлуатувався перші одинадцять років «Компанією тяги і електрики Бельгійського анонімного товариства» (фр. Compagnie de Graction et d'Électricité. Société Anonyme). Перший пробний трамвайний рейс був виконаний в Севастополі 29 серпня 1898 року. Урочисте відкриття відбулося 24 вересня 1898 року. Тоді до ладу стали Вокзальна, Кругова і Артилерійська лінії. Електростанція і депо (на 8 вагоно-місць) були побудовані на Лабораторній площі, куди трамваї подавалися через переїзд.
Матеріали Севастопольського міського архіву свідчать, що в перший день своєї роботи трамвай обслугував близько 6 тис. пасажирів, зібравши виручку 300 рублів. Газета «Крымский вестник» писала:
|  | Пасажирів настільки багато, що місця займають ледь не з боєм. Адміністрація трамваю була вимушена причепити запасні вагони, проте й це не задовольняє потребу в пересуванні, особливо у святкові дні. Населення міста не натішиться комфортом і дешевизною подорожі в трамвайних вагонах, що дає можливість, окрім поїздок у справах, звершувати приємні прогулянкиОригінальний текст (рос.) Количество пассажиров настолько велико, что места берутся чуть ли не с бою. Администрация трамвая вынуждена была распорядиться о прицепке запасных вагонов к главным, но и эта мера не удовлетворяет нужду в передвижении, особенно в праздничные дни. Население города не нахвалится удобствами и дешевизною путешествия в вагонах трамвая, что дает возможность, помимо деловых поездок, совершать приятные прогулки |

Трамваї склали значну конкуренцію візникам — проїзд на них був дешевшим. Та згодом ейфорія зникла, почали відбуватись аварії. Одного разу в будинках, що знаходилися поблизу трамвайної лінії згоріли телеграфні автомати. Трамвай працював з 7:00 до 23:00. Спочатку вагони зупинялися будь-де на прохання пасажира, а згодом були зафіксовані зупинки.
У 1911 році був побудований новий трамвайний парк на 36 вагоно-місць, який став називатися міський. Старе ж депо стали називати Корабельним, на честь однойменної нової лінії, відкритої у вересні 1912 року, яку він став обслуговувати. Після розширення господарства були введені і нові правила для пасажирів: постанова Міської думи забороняла курити, плювати, лускати насіння та горіхи у вагоні. Згодом, після скарг пасажирів і повідомлень у пресі, до неї додалися пункти про заборону кондукторам перевантажувати вагони.
Та, попри це, в 1917 році переповнення вагонів стало критичним. Через це на лінії стали працювати вагони з причепами. Були також пропозиції розширити вулиці, якими проходила Кільцева лінія, щоб прокласти додаткову колію, та екологи стали на заваді цій ідеї: вона передбачала вирубування дерев на центральних вулицях.
У 1914 році вартість проїзду без пересадок з Артилерійській лінії становила 4 копійки, на інших лініях — 5 копійок. З 6 до 8 годин ранку проїзд для всіх пасажирів по всіх лініях без пересадки був 4 копійки. Нижні військові чини та учні всіх навчальних закладів платили за проїзд по всіх лініях 3 копійки.
З 1919 по 1921 трамвай не працював, після чого став до роботи вже націоналізованим.
15 листопада 1924 року відбулося урочисте відкриття Балаклавської лінії. Регулярний рух відкрили 2 травня 1925 року. Лінія проходила від площі Ушакова до міського театру Балаклави. У 1926 році лінія була продовжена у Балаклаві до площі 1 травня. Рух на лінії був припинений у листопаді 1941 року через воєнні дії.
У 1939 році Севастопольський трамвай нараховував 36 моторних и 12 причепних вагонів, 1 вантажний трамвай, 5 вантажних платформ. З початком війни всі чоловіки, що працювали у депо, були задіяні у бойових діях, тому водіями трамваїв стали жінки. У цей період трамваї нічого не перевозили, проте курсували заради того, щоб німці бачили: місто живе.
Повністю рух Севастопольського трамваю припинили 20 травня 1942 року. Рішення не відновлювати мережу прийняте 25 вересня 1945 року. Всі залишки мережі були передані у Євпаторію та Сімферополь.

## Маршрути
- Вокзальна лінія. Маршрут слідування[2]: Пушкінська > Трамвайний спуск > вул. Портова > Вокзал. Довжина 1,68 км, 2 роз'їзди.
- Артилерійська (Слобідська) лінія. Маршрут слідування[2]: Площа ІІІ Інтернаціоналу > вул. Енгельса > вул. Артилерійська > вул. Боско > вул. Повсталих. Довжина 2,405 км, 4 роз'їзди.
- Кругова лінія. Маршрут слідування[2]: Площа ІІІ Інтернаціоналу > вул. Троцького > вул. Карла Маркса > площа Комуни > вул. Леніна > Площа ІІІ Інтернаціоналу. Довжина 3,72 км, 7 роз'їздів.
- Корабельна лінія. Маршрут слідування[2]: Лабораторна площа > Корабельний спуск > проспект 25 жовтня > вул. Рози Люксембург > вул. Надеджинців. Довжина 2,505 км, 2 роз'їзди.
- Балаклавська лінія. Маршрут слідування[2]: Площа Комуни > вул. Перша Бастіонна > пустир > Балаклава. Довжина 15,22 км, 5 роз'їздів. Повний час слідування становив 50 хвилин. На лінії експлуатувалися 4 вагони з інтервалом 30 хвилин.

### Нездійсненні плани
- у 1925 році планувалося спорудити Омезьку лінію до пляжу «Омега»
- у 1928-29 роках планувалося з'єднати адміралтейську лінію з балаклавською вулицями Георгієвською та Гогодевською

## Ідея відродження трамваю у Севастополі
Наприкінці 2008 року заступник начальника відділу громадського транспорту Севастопольської міської ради Сергій Тягачов заявив, що для розвантаження центру міста від транспорту прийнято рішення пустити міським кільцем (колишньою Круговою лінією) паровий трамвай, перекривши центр для інших видів транспорту.